# Jean-Marc Zvellenreuther
Jean-Marc Zvellenreuther est un guitariste classique français né le 26 octobre 1967.

## Biographie
Guitariste, pédagogue, chef d’orchestre, Jean-Marc Zvellenreuther a suivi l'enseignement d’Alberto Ponce à l'Ecole Normale de Musique de Paris, avant d'être son assistant au Conservatoire de Paris. Le maître espagnol lui a transmis les secrets de son art, perpétuant la tradition de Tarrega et Emilio Pujol.
1er prix du concours international de guitare de Carpentras en 1988, il est lauréat des concours internationaux de San Rémo (Italie), Printemps de la guitare (Belgique) et Ségovia (Espagne), entre autres.
Membre fondateur, avec Florentino Calvo, du TrioPolycordes, Jean-Marc Zvellenreuther joue régulièrement à l’Opéra de Paris, avec les orchestres de Radio-France, avec l’Ensemble Intercontemporain, etc.
Aujourd’hui titulaire d’une classe de guitare au Conservatoire à Rayonnement Régional (CRR) de Boulogne, il est aussi professeur assistant (classe de Roland Dyens) au CNSMDP et enseigne au Pôle Supérieur Paris Boulogne-Billancourt (PSPBB).

## Discographie
- Iberia d'Isaac Albeniz (LFM)
- Novecento pianiste de A. Baricco, musique d'Alexandros Markeas (Gallimard)
- Folias pour guitare (LFM)
- Impressions d’Espagne (Triton)
- Trio Polycordes volume 1 (LFM)
- Trio Polycordes volume 2 (LFM)
- Trio Polycordes volume 3 (LFM)
- In memoriam Frederick Martin, Trio Polycordes (LFM)
- Intégrale Emilio Pujol (ouvrage collectif)
- Petite géographie sentimentale de la banquise (musique improvisée, LFM)
- Berlioz : Sérénade de Méphistophélès, avec Roberto Alagna (EMI)
- Magdalena Kozena : French Arias (DGG)
- Florentino Calvo : Portraits en forme de miroir (LFM)